# Chavannes (Drôme)
Chavannes ist eine französische Gemeinde mit 770 Einwohnern (Stand: 1. Januar 2022) im Département Drôme in der Region Auvergne-Rhône-Alpes (vor 2016 Rhône-Alpes); sie gehört zum Arrondissement Valence und zum Kanton Drôme des collines.

## Geographie
Chavannes liegt etwa 25 Kilometer nordnordöstlich von Valence. Umgeben wird Chavannes von den Nachbargemeinden Marsaz im Norden und Nordosten, Clérieux im Osten und Südosten, Mercurol-Veaunes im Süden und Südwesten sowie Chantemerle-les-Blés im Westen und Nordwesten.

## Bevölkerungsentwicklung
| Jahr                       | 1962 | 1968 | 1975 | 1982 | 1990 | 1999 | 2006 | 2019 |
| Einwohner                  | 242  | 285  | 283  | 316  | 374  | 430  | 434  | 735  |
| Quellen: Cassini und INSEE |      |      |      |      |      |      |      |      |

## Sehenswürdigkeiten
- Kirche Saint-Priest
- Schloss Mouchet
- Schloss am See